# اچ‌ام‌ای‌اس سیراکو
اچ‌ام‌ای‌اس سیراکو (به انگلیسی: HMAS Sirocco) یک کشتی متعلق به نیروی دریایی سلطنتی استرالیا بود که در جنگ جهانی دوم در ۲۶ ژانویه ۱۹۴۲ در شهر بندری هوبارت آتش گرفت و غرق شد.